# Міхал Паздан
Міхал Паздан (пол. Michał Pazdan, нар. 21 вересня 1987, Краків, Польща) — польський футболіст, захисник, півзахисник національної збірної Польщі та клубу «Ягеллонія».

## Клубна кар'єра
Народився 21 вересня 1987 року в місті Краків. Вихованець футбольної школи клубу «Гутник» (Краків). Дорослу футбольну кар'єру розпочав 2004 року в основній команді того ж клубу, де провів три сезони.
Своєю грою за цю команду привернув увагу представників тренерського штабу клубу «Гурник» (Забже), до складу якого приєднався 2007 року. Відіграв за команду з міста Забже наступні п'ять сезонів своєї ігрової кар'єри.
2012 року уклав контракт з клубом «Ягеллонія», у складі якого провів наступні три роки своєї кар'єри гравця. До складу клубу «Легія» приєднався 2015 року.

## Виступи за збірну
2007 року дебютував в офіційних матчах у складі національної збірної Польщі.
У складі збірної був учасником чемпіонату Європи 2008 року в Австрії та Швейцарії.

## Титули і досягнення
- Чемпіон Польщі (2):

«Легія»: 2015–16, 2016–17
- Володар Кубку Польщі (2):

«Легія»:  2015–16, 2017–18